# Gordon Piedesack
Gordon Piedesack (* 16. April 1972 in Geldern) ist ein deutscher Schauspieler, Synchron-, Hörspiel- und Off-Sprecher.

## Leben
Gordon Piedesack gelangte erst relativ spät in den Schauspielerberuf, nachdem er zunächst in der öffentlichen Verwaltung gearbeitet hatte.
Inzwischen ist er besonders als Hörspielautor und -sprecher aktiv, so schrieb er schon mehrere eigene Hörspiele und übernahm Gastrollen in Ein Fall für TKKG, Die drei ??? oder als Bob Dinero in Dorian Hunter. In der Hörspielserie Fünf Freunde hat er seit Folge 100 nach dem Ausscheiden von Andreas von der Meden als Onkel Quentin eine feste Rolle inne. In den Audiofassungen zu Gregs Tagebuch übernahm er in den deutschen und lateinischen Versionen die Rolle des Frank Heffley.
Seit 2014 spricht er in der Hörspielserie Fraktal den Kapitän des „Raumschiffs“ Skyclad, Ian Pierce. Zusammen mit seiner Mannschaft erforscht er darin den Mikrokosmos.
Des Weiteren ist er mit drei anderen Kollegen gemeinsam die Station Voice des Fernsehsenders 3sat. In Off-Cinema-Produktionen hat Piedesack bisher u. a. Benoît Poelvoorde, Martin Sheen oder Bruce Dern seine markante Stimme geliehen. Er synchronisiert auch oft den Komiker Larry the Cable Guy, der in den USA einen Stellenwert hat wie in Deutschland vielleicht Otto Waalkes.
Bekannt ist er auch für seine zahlreichen Rollen in Computerspielen, so synchronisierte er bedeutende Charaktere in Spielen wie Alan Wake und Mafia: Definitive Edition.
Allgemein wiedererkennbar ist Piedesack jedoch wahrscheinlich als die Tutorial-Stimme des Playstation-Exklusivtitels Little Big Planet. Zu hören ist er aktuell vermehrt in der Funk- und TV-Werbung etwa für Rewe Group, Škoda Auto und die Hypovereinsbank, was ihm latente Kritik von durchaus ähnlich klingenden Kollegen einbrachte.
In seiner Freizeit engagiert sich Gordon Piedesack neben diversen Betätigungen als Rhetorik-Coach einer christlichen Glaubensgemeinschaft auch als Vorsitzender des Fördervereins der Helen-Keller-Schule in Königstädten und hat dafür unter besonderer Mithilfe von Peter Laupenmühlen und Wolf-Armin Lange auch seinen ersten Beitrag als Kurzfilmautor erstellt.
Gordon Piedesack lebt mit seiner Familie in der Nähe von Mainz.

## Hörbücher und Hörspiele (Auswahl)
- 2012: Michael Crichton, Richard Preston: Micro. Random House Audio, ISBN 978-3-8371-0900-9.
  - 2012: Michael Crichton, Richard Preston: Micro. Random House Audio, ISBN 978-3-8371-1361-7. (ungekürzter Hörbuch-Download)
- 2014: Ivar Leon Menger, Simon X. Rost: 14 Sekunden (Folge 9 der Staffel 2 von Porterville). Folgenreich/Universal.[4]
- seit 2014: Peter Lerf: Fraktal. (Hörspielserie), Gigaphon
- 2016: Joe Ide: I.Q. der Hörverlag, ISBN 978-3-8445-2512-0.
- 2016: Jens Bühler: Geister (Audible exklusiv)
- 2020: Robert Harris: Der zweite Schlaf (Wirt) – Regie: Leonhard Koppelmann (Hörspielbearbeitung: HR/Der Hörverlag)
- 2021: Mats Schönauer & Moritz Tschermak: Ohne Rücksicht auf Verluste: Wie BILD mit Angst und Hass die Gesellschaft spaltet, John Verlag, ISBN 978-3-96384-064-7.
- 2022: Leo Born: Lilienopfer – Dein Tod gehört mir, Lübbe Audio, ISBN 978-3-7540-0375-6 (Hörbuch-Download).

## Videospiele (Auswahl)
- 2008: LittleBigPlanet als Erzähler
- 2009: Risen[5]
- 2009: James Cameron’s Avatar: Das Spiel[6]
- 2010: Alan Wake als Dr. Emil Hartman[7]
- 2010: Fable III als Ransom Locke, Brian[8]
- 2010: Call of Duty: Black Ops als Petrenko, John F. Kennedy
- 2011: LittleBigPlanet 2 als Erzähler
- 2011: Rage als Hendrik, J.K Stilles u. a.[9]
- 2011: Star Wars: The Old Republic als Odumis Mer
- 2011: Call of Duty: Modern Warfare 3 als Assistent des Präsidenten
- 2012: Risen 2: Dark Waters[10]
- 2012: Diablo III
- 2012: Playstation All-Stars Battle Royale als Sackboy[11]
- 2013: Marvel Heroes als Dr. Doom, Gorgon u. a.
- 2013: Lost Planet 3 als Soichi[12]
- 2013: Final Fantasy XIV - A Realm Reborn als Raubahn Aldynn, Biggs
- 2014: Risen 3: Titan Lords[13]
- 2014: LittleBigPlanet 3 als Erzähler
- 2015: Battlefield: Hardline als Julian Dawes
- 2015: Fallout 4 als Conrad Kellogg
- 2017: Horizon Zero Dawn als Ravan[14]
- 2017: Dishonored: Der Tod des Outsiders
- 2019: Resident Evil 2 als Brian Irons[15]
- 2019: Rage 2
- 2019: Star Wars Jedi: Fallen Order als Prauf[16]
- 2020: Mafia: Definitive Edition als Don Ennio Salieri[17]
- 2022: ELEX II als Bully
- 2022: The Quarry als Jedediah Hackett[18].

Anfang 2023 gab Piedesack auf seiner Profilseite seines Interessen- und Fachverbandes bekannt, nicht mehr für die Vertonung von Video- und Computerspielen zur Verfügung zu stehen.